# Rainer Schönfelder
Rainer Schönfelder (ur. 30 czerwca 1977 w Bleiburgu) – austriacki narciarz alpejski, dwukrotny medalista igrzysk olimpijskich i mistrzostw świata, trzykrotny medalista mistrzostw świata juniorów, a także zdobywca Małej Kryształowej Kuli w klasyfikacji slalomu Pucharu Świata.

## Kariera
Po raz pierwszy na arenie międzynarodowej Rainer Schönfelder pojawił się 17 grudnia 1994 roku w Neustift im Stubaital, gdzie w zawodach FIS Race w gigancie zajął dziewiąte miejsce. W 1995 roku wystartował na mistrzostwach świata juniorów w Voss, gdzie jego najlepszym wynikiem było jedenaste miejsce w slalomie. Na rozgrywanych rok później mistrzostwach świata juniorów w Schwyz zwyciężył w gigancie i kombinacji, a w slalomie zdobył srebrny medal.
W zawodach Pucharu Świata zadebiutował 9 marca 1996 roku w Hafjell, zajmując dwunaste miejsce w slalomie gigancie. Tym samym już w swoim debiucie wywalczył pierwsze pucharowe punkty. Na podium zawodów tego cyklu po raz pierwszy stanął 6 lutego 2000 roku w Todtnau, zwyciężając w slalomie. Łącznie Schönfelder 22. razy stawał na podium, w tym odniósł jeszcze cztery zwycięstwa w slalomie: 20 lutego 2002 roku w Kitzbühel, 24 listopada 2002 roku w Park City, 8 marca 2003 roku w Shiga Kōgen oraz 8 lutego 2004 roku w Adelboden. Ostatni raz w najlepszej trójce zawodów pucharowych znalazł się 27 stycznia 2008 roku w Chamonix, gdzie superkombinację ukończył na trzeciej pozycji. Najlepsze wyniki osiągnął w sezonie 2003/2004, kiedy był dziesiąty w klasyfikacji generalnej, a w klasyfikacji slalomu wywalczył Małą Kryształową Kulę. W klasyfikacji slalomistów był również drugi w sezonie 2004/2005, trzeci w sezonie 2002/2003 oraz piąty w sezonie 2001/2002. Zajął także czwarte miejsce w klasyfikacji kombinacji w sezonie 2005/2006.
W 2001 roku wystartował na mistrzostwach świata w St. Anton, gdzie był szósty w slalomie i czwarty w kombinacji, przegrywając walkę o medal ze Szwajcarem Paulem Accolą o 0,36 sekundy. Na rozgrywanych rok później igrzyskach olimpijskich w Salt Lake City nie ukończył rywalizacji w slalomie, a w kombinacji ponownie był czwarty. Tym razem w walce o podium zwyciężył jego rodak, Benjamin Raich, który był lepszy o 0,46 sekundy. Pierwsze medale wywalczył podczas mistrzostw świata w Bormio w 2005 roku. Najpierw zajął drugie miejsce w slalomie, rozdzielając na podium Raicha oraz Włocha Giorgio Roccę. Następnie razem z Renate Götschl, Benjaminem Raichem, Kathrin Zettel, Michaelem Walchhoferem i Nicole Hosp drugie miejsce zajął także w zawodach drużynowych. Kolejne sukcesy osiągał na igrzyskach olimpijskich w Turynie w 2006 roku, skąd wrócił z dwoma medalami. W swoim pierwszym stracie, kombinacji alpejskiej, osiągnął dziewiąty czas zjazdu i trzynasty w slalomie, co dało mu trzeci łączny wynik i brązowy medal. Wyprzedzili go tylko Ted Ligety z USA i Chorwat Ivica Kostelić. Następnie był ósmy w gigancie, a kolejne pięć dni później zdobył brązowy medal w slalomie. W zawodach tych lepsi okazali się dwaj inni Austriacy: Benjamin Raich, który był szybszy o 1,01 sekundy oraz Reinfried Herbst, który wyprzedził Schönfeldera o 0,18 sekundy. Był to piąty przypadek w historii narciarstwa alpejskiego na igrzyskach olimpijskich, w którym całe podium zajęli reprezentanci jednego kraju. Brał także udział w mistrzostwach świata w Åre w 2007 roku, jednak plasował się poza najlepszą dziesiątką.
Dwukrotnie zdobywał mistrzostwo Austrii: w 1996 roku był najlepszy w kombinacji, a w 2008 roku zwyciężył w supergigancie. Tuż przed inauguracją sezonu 2013/2014 w Sölden ogłosił, że kończy przygodę z wyczynowym sportem. Przed rozpoczęciem zawodów odbył swój pożegnalny przejazd na trasie giganta, używając sprzętu z lat 70'.
W 2013 roku w parze z Manuelą Stöckl zwyciężył w programie Dancing Stars.

## Osiągnięcia

### Igrzyska olimpijskie
| Miejsce | Dzień     | Rok  | Miejscowość    | Konkurencja | Czas biegu | Strata | Zwycięzca           |
| ------- | --------- | ---- | -------------- | ----------- | ---------- | ------ | ------------------- |
| 4.      | 13 lutego | 2002 | Salt Lake City | Kombinacja  | 3:17,56    | +1,11  | Kjetil André Aamodt |
| DNF     | 23 lutego | 2002 | Salt Lake City | Slalom      | 1:41,06    | -      | Stephan Eberharter  |
| 3.      | 14 lutego | 2006 | Turyn          | Kombinacja  | 3:09,35    | +1,32  | Ted Ligety          |
| 8.      | 20 lutego | 2006 | Turyn          | Gigant      | 2:35,00    | +1,64  | Benjamin Raich      |
| 3.      | 25 lutego | 2006 | Turyn          | Slalom      | 1:43,14    | +1,01  | Benjamin Raich      |

### Mistrzostwa świata
| Miejsce | Dzień     | Rok  | Miejscowość  | Konkurencja     | Czas biegu | Strata | Zwycięzca           |
| ------- | --------- | ---- | ------------ | --------------- | ---------- | ------ | ------------------- |
| 4.      | 5 lutego  | 2001 | Sankt Anton  | Kombinacja      | 2:58,25    | +1,64  | Kjetil André Aamodt |
| 6.      | 10 lutego | 2001 | Sankt Anton  | Slalom          | 1:39,66    | +1,20  | Mario Matt          |
| 10.     | 6 lutego  | 2003 | Sankt Moritz | Kombinacja      | 3:18,41    | +2,89  | Bode Miller         |
| DNF1    | 16 lutego | 2003 | Sankt Moritz | Slalom          | 2:45,93    | -      | Ivica Kostelić      |
| 8.      | 9 lutego  | 2005 | Bormio       | Gigant          | 2:50,41    | +2,06  | Hermann Maier       |
| 2.      | 12 lutego | 2005 | Bormio       | Slalom          | 1:41,34    | +0,24  | Benjamin Raich      |
| 2.      | 13 lutego | 2005 | Bormio       | Drużynowo       | 26 pkt     | +3 pkt | Niemcy              |
| 16.     | 8 lutego  | 2007 | Åre          | Superkombinacja | 2:28,99    | +1,61  | Daniel Albrecht     |
| 25.     | 14 lutego | 2007 | Åre          | Gigant          | 2:19,64    | +3,26  | Aksel Lund Svindal  |
| DNF1    | 17 lutego | 2007 | Åre          | Slalom          | 1:57,33    | -      | Mario Matt          |

### Mistrzostwa świata juniorów
| Miejsce | Dzień     | Rok  | Miejscowość | Konkurencja | Czas biegu | Strata | Zwycięzca         |
| ------- | --------- | ---- | ----------- | ----------- | ---------- | ------ | ----------------- |
| 32.     | 16 marca  | 1995 | Voss        | Zjazd       | 1:41,19    | +4,08  | Kurt Sulzenbacher |
| 11.     | 19 marca  | 1995 | Voss        | Slalom      | 1:32,12    | +3,21  | Florian Seer      |
| 19.     | 21 marca  | 1995 | Voss        | Gigant      | 1:58,91    | +4,27  | Christoph Gruber  |
| 12.     | 27 lutego | 1996 | Schwyz      | Zjazd       | 1:31,08    | +2,36  | Ambrosi Hoffmann  |
| 12.     | 28 lutego | 1996 | Schwyz      | Supergigant | 1:26,76    | +1,33  | Didier Défago     |
| 1.      | 1 marca   | 1996 | Schwyz      | Gigant      | 2:03,09    | -      | -                 |
| 2.      | 3 marca   | 1996 | Schwyz      | Slalom      | 1:31,71    | +0,67  | Benjamin Raich    |
| 1.      | 3 marca   | 1996 | Schwyz      | Kombinacja  | 36,03 pkt  | -      | -                 |

### Puchar Świata

#### Miejsca w klasyfikacji generalnej
- sezon 1995/1996: 115.
- sezon 1998/1999: 63.
- sezon 1999/2000: 25.
- sezon 2000/2001: 28.
- sezon 2001/2002: 26.
- sezon 2002/2003: 16.
- sezon 2003/2004: 10.
- sezon 2004/2005: 14.
- sezon 2005/2006: 14.
- sezon 2006/2007: 34.
- sezon 2007/2008: 15.
- sezon 2008/2009: 123.
- sezon 2009/2010: 127.
- sezon 2011/2012: 113.

#### Zwycięstwa w zawodach
1. Todtnau – 6 lutego 2000 (slalom)
2. Kitzbühel – 20 lutego 2002 (slalom)
3. Park City – 24 listopada 2002 (slalom)
4. Shiga Kōgen – 8 marca 2003 (slalom)
5. Adelboden – 8 lutego 2004 (slalom)

#### Pozostałe miejsca na podium
1. Madonna di Campiglio – 19 grudnia 2000 (slalom) – 3. miejsce
2. Wengen – 14 stycznia 2001 (slalom) – 2. miejsce
3. Kranjska Gora – 5 stycznia 2003 (slalom) – 2. miejsce
4. Kitzbühel – 26 stycznia 2003 (slalom) – 2. miejsce
5. Park City – 23 listopada 2003 (slalom) – 2. miejsce
6. Wengen – 18 stycznia 2004 (slalom) – 2. miejsce
7. Kitzbühel – 25 stycznia 2004 (slalom) – 3. miejsce
8. Sestriere – 14 marca 2004 (slalom) – 2. miejsce
9. Beaver Creek – 5 grudnia 2004 (slalom) – 3. miejsce
10. Flachau – 22 grudnia 2004 (slalom) – 2. miejsce
11. Lenzerheide – 13 marca 2005 (slalom) – 3. miejsce
12. Sölden – 23 października 2005 (gigant) – 3. miejsce
13. Val d’Isère – 13 grudnia 2005 (superkombinacja) – 2. miejsce
14. Chamonix – 3 lutego 2006 (superkombinacja) – 2. miejsce
15. Beaver Creek – 30 listopada 2006 (superkombinacja) – 3. miejsce
16. Kitzbühel – 20 stycznia 2008 (kombinacja) – 3. miejsce
17. Chamonix – 27 stycznia 2008 (superkombinacja) – 3. miejsce